# Movimiento Regional Tawantinsuyo
El Movimiento Regional Tawantinsuyo es una organización política peruana inscrita desde el año 2007. Tiene un carácter de movimiento regional circunscrito al Departamento del Cusco. Actualmente tiene 91 autoridades electas: 4 consejeros regionales en el Gobierno Regional del Cusco, 2 alcaldes provinciales (Cusco y Canchis), 19 regidores provinciales, 12 alcaldes distritales y 54 regidores distritales.
Ha participado en dos procesos electorales, todos de carácter local: Las elecciones regionales y municipales del 2014 y las elecciones regionales y municipales del 2018. En su primera elección, la del 2014, obtuvo un total de 64 autoridades electas.

## Historia electoral[3]

### Elecciones regionales y municipales del 2010[4]

#### Elecciones regionales del Cusco de 2010
Participó en estas elecciones como parte de la coalición denominada "Gran Alianza Nacionalista Cusco" conformada, además de este movimiento, por el Partido Nacionalista Peruano y logró obtener la elección del gobernador regional del Cusco Jorge Isaacs Acurio Tito y del vicegobernador René Concha Lezama. De la misma forma, logró la elección de consejeros regionales por las provincias de Cusco (Karol Diana Bellota Linares), Espinar (Florentino Huanqque Huallpa), Paruro (Juan Pablo Luza Sikuy) y Quispicanchi (Heidi Viviana Choque Chipayo). 

#### Elecciones municipales del Cusco de 2010
A nivel provincial, participó en 12 de las 13 provincias del departamento del Cusco con excepción de la provincia de Canchis. Obtuvo la elección de alcalde y consejeros regionales en las provincias de Acomayo (Herbert Luna Fernández) y Paruro (Juan de Dios Ramos Pariguana). Asimismo, logró la elección de consejeros en las provincias de Calca (2 consejeros), Canas, Chumbivilcas, Cusco, Espinar, Paucartambo y Quispicanchi (1 consejero en cada uno).
A nivel distrital, participó en 91 distritos del departamento del Cusco y consiguió tener autoridades electas en 20 de ellos. En la provincia de Acomayo logró la elección de alcalde y regidores en los distritos de Mosoc Llacta, Pomacanchi y Rondocan y la elección de 1 regidor en el distrito de Sangarará. En la provincia de Calca logró la elección de alcalde y regidores en los distritos de Lares y Yanatile y la elección de 1 regidor en San Salvador. En el distrito de Kunturkanki, provincia de Canas, eligió 1 regidor. En la provincia de Canchis logró la elección de alcalde y regidores en el distrito de Combapata y sólo 1 regidor en San Pablo. En la provincia de Chumbivilcas, logró la elección de alcalde y regidores en Llusco y sólo regidor en Capacmarca. En la provincia de Cusco, logró la elección de alcalde y regidores en San Sebastián y Santiago y sólo regidor en Saylla. En la provincia de Espinar eligió alcalde en Pallpata y solo regidor en Ocoruro. En la provincia de La Convención eligió alcalde y regidores en Huayopata y Vilcabamba. En la provincia de Paruro eligió alcalde y regidores en Accha, Ccapi, Huanoquite, Pillpinto y Yaurisque y sólo regidor en Paccaritambo. En la provincia de Quispicanchi logró la elección de alcalde y regidores en Cusipata, Huaro y Oropesa y sólo regidor en Andahuaylillas y Ocongate.
En total se eligieron 114 autoridades en ese nivel distrital.

## Elecciones regionales y municipales del 2014

### Elecciones regionales del Cusco de 2014
Participó en las elecciones para Gobernador Regional y Consejeros Regionales del Cusco quedando en el 11.º lugar de entre 13 listas inscritas  con sólo el 4.706% de los votos válidos emitidos. Sin embargo, en la provincia de Chumbivilcas sí logró la elección de Jaime Ernesto Gamarra Zambrano como Consejero Regional para el periodo 2015-2018. 

### Elecciones municipales del Cusco de 2014[6]
Participó en las elecciones para alcalde provincial y consejeros provinciales en 8 de las 13 provincias del departamento del Cusco (Acomayo, Anta, Canas, Canchis, Chumbivilcas, Cusco, Paucartambo y Quispicanchi) logrando que se elijan autoridades en 4 de ellas. 
En la provincia de Anta obtuvo la elección de Abelardo Huamán Guzmán como regidor provincial. En la provincia de Canas logró la elección de Raúl Achahui Núñez como alcalde provincial y de Rubén Gayona Callo, Timoteo Huayllani Cutire, Pedro Bravo Ollachica, Rimberti Choquenaira Mamani y Zoraida Javier Larota como regidores provinciales. En la provincia de Canchis, logró la elección de Guillermo Limache Lacuta como regidor provincial y en la provincia de Chumbivilcas, la de Pedro Apfata Ala como regidor provincial.
A nivel distrital, participó en 48 distritos del departamento del Cusco y consiguió tener autoridades electas en 10 de ellos. En el distrito de Antahuasi, provincia de Anta, logró la elección del alcalde distrital y 4 regidores. Idéntico resultado obtuvo en el distrito de Mollepata y en el distrito de Zurite, ambos en la provincia de Anta. En la provincia de Canas, logró la elección de alcalde y regidores en los distritos de Checca, Kunturkanki, Langui, Layo, Pampamarca y Quehue mientras que en el distrito de Túpac Amaru sólo obtuvo 1 regidor. En la provincia de Chumbivilcas logró la elección de alcalde y 4 regidores en el distrito de Llusco y sólo un regidor en los distritos de Capacmarca, Chamaca, Quiñota y Velille. En la provincia del Cusco sólo logró la elección de 2 regidores en el distrito de Santiago. Finalmente, en la provincia de Paucartambo, distrito de Colquepata, logró la elección de 1 regidor.
El año 2017 participó en la elección municipal distrital extraordinaria del distrito de Megantoni, provincia de La Convención, sin lograr ninguna autoridad electa.

## Elecciones regionales y municipales del 2018

### Elecciones regionales del Cusco de 2018
Participó en las elecciones para Gobernador Regional y Consejeros Regionales del Cusco quedando en el sexto lugar de entre 16 listas inscritas con el 9.158% de los votos válidos emitidos. De la misma manera, no logró la elección de ningún consejero regional en ninguna de las 13 provincias del departamento del Cusco.

### Elecciones municipales del Cusco de 2018[7]
Participó en las elecciones para alcalde provincial y consejeros provinciales en 12 de las 13 provincias del departamento del Cusco con la sola excepción de la provincia de Calca. Logró la elección de autoridades en 4 provincias incluyendo 2 alcaldías provinciales. Su triunfo en la provincia capital (provincia del Cusco) obtuvo mayor resonancia. 
En la provincia del Cusco logró la elección de Víctor Boluarte Medina como alcalde provincial del Cusco y de 8 regidores provinciales: Ricardo Valderrama Fernandez, Romi Carmen Infantas Soto, Miguel Ángel Tinajeros Arteta, Freddy Gualberto Orosco Cusihuamán, Jafet Hildebrando Cervantes Mansilla, Marco Antonio Marroquín Muñiz, Edson Julio Salas Forton y Rutbelia Huamaní Ochoa. De la misma manera, también logró el triunfo en la provincia de Canchis donde se eligió como alcalde a Jorge Quispe Ccallo y a 7 regidores provinciales: Kari Erlinda Macedo Condori, Elvira Hañari Quispe, Milagros Flores Solis, Pablo Cahuana Calle, Gerónimo Quispe Huillca, Yessica Prissila Tinta Gutiérrez y Brigitte Yamely Larico Cárdenas
En la provincia de Chumbivilcas logró la elección de Alipio Soncco Layme, Javier Carrillo Peña y Santiago Ganoza Gutiérrez como regidores provinciales. En la provincia de Paucartambo logró la elección de Fernando Florencio Saraya Pacha como regidor provincial.
A nivel distrital, participó en 67 distritos del departamento del Cusco y consiguió tener autoridades electas en 12 de ellos. En la provincia de Canchis logró la elección de alcalde y 4 regidores en los distritos de Checacupe, Combapata, Pitumarca y San Pedro. En la provincia de Chumbivilcas, logró la reelección de alcalde y regidores en los distritos de Capacmarca, Quiñota, Velille y Chamaca y obtuvo el triunfo en el distrito de Colquemarca. En la provincia del Cusco logró la elección del alcalde y regidores en el distrito de Santiago y Wánchaq y la elección de regidores en San Sebastián. En la provincia de Paucartambo logró la reelección en Colquepata y, en la provincia de Urubamba, obtuvo la elección de 1 regidor en el distrito de Yucay. En total, logró la elección de 66 autoridades a nivel distrital.

## Comités partidarios[8]
El movimiento tiene 10 comités partidarios ubicados, todos, en el departamento del Cusco.
| Comité                          | Distrito               | Sede                                                  |
| ------------------------------- | ---------------------- | ----------------------------------------------------- |
| Comité Provincial Calca         | distrito de Yanatile   | Avenida Calca N° 58, Yanatile.                        |
| Comité Provincial La Convención | distrito de Santa Anta | Jirón Espinar N° 119, Santa Ana                       |
| Comité Provincial Urubamba      | distrito de Urubamba   | Jirón Palacios N° 565, Urubamba                       |
| Comité Provincial Anta          | distrito de Anta       | Calle Lima N° 3, Anta                                 |
| Comité Provincial Cusco         | distrito del Cusco     | Avenida Arcopata N° 418, Cusco                        |
| Comité Provincial Paruro        | distrito de Paruro     | Calle Espinar N° 6, Paruro.                           |
| Comité Provincial Quispicanchi  | distrito de Urcos      | Avenida República de Cuba P-1-5, Urcos                |
| Comité Provincial Acomayo       | distrito de Acomayo    | Jirón Ramón Castilla N° 781, Acomayo                  |
| Comité Provincial Canas         | distrito de Yanaoca    | Avenida Túpac Amaru N° 270, Yanaoca                   |
| Comité Provincial Canchis       | distrito de Sicuani    | Asociación Pro Vivienda Cruz-Cunca Lote C-1, Sicuani. |

## Resultados electorales

### Elecciones regionales
|  | 33.37 % |

|  | 4.71 % |

|  | 9.16 % |

### Consejeros regionales
|  | 24.89 % |

|  | 5.70 % |

|  | 10.78 % |

### Elecciones municipales
| Año  | Alcaldías Provinciales              | Alcaldías Distritales               |
| Año  | Representantes                      | Representantes                      |
| ---- | ----------------------------------- | ----------------------------------- |
| 2010 | 2/13                                | 20/116                              |
| 2014 | 1/13                                | 10/116                              |
| 2018 | 2/13                                | 12/116                              |
| 2022 | No participaron en estas elecciones | No participaron en estas elecciones |